# Sophie Planeix
Pour les articles homonymes, voir Planeix.
Sophie Planeix, née le 3 novembre 1997 à Clermont-Ferrand, est une archère française.
Aux Jeux méditerranéens de 2013, elle est médaillée de bronze par équipe.
Elle est médaillée d'or par équipes en tir à l'arc classique avec Aurélie Carlier et Laura Ruggieri aux Championnats d'Europe 2014.